# Leucohya
Genre
Leucohya est un genre de pseudoscorpions de la famille des Bochicidae.

## Distribution
Les espèces de ce genre se rencontrent du Sud de l'Amérique du Nord au Nord de l'Amérique du Sud.

## Liste des espèces
Selon Pseudoscorpions of the World (version 3.0) :
- Leucohya heteropoda Chamberlin, 1946
- Leucohya magnifica Muchmore, 1972
- Leucohya parva Muchmore, 1998
- Leucohya texana Muchmore, 1986

## Publication originale
- Chamberlin, 1946 : The genera and species of the Hyidae, a family of the arachnid order Chelonethida. Bulletin of the University of Utah, Biological Series, vol. 9, no 6, p. 1-16.